# Vlajka Svatého Martina (Nizozemské království)

Svatomartinská vlajka (nizozemské části)
Poměr stran: 2:3

Vlajka Svatého Martina, resp. nizozemské, jižní části ostrova Sv. Martin, jehož severní část je francouzským zámořským společenstvím, je tvořena listem o poměru stran 2:3 se dvěma vodorovnými pruhy, červeným a modrým. U žerdi je bílý klín se znakem (nizozemské části) Svatého Martina.
Podobá se vlajce Filipín a vlajce České republiky. Barvy na svatomartinské vlajce odpovídají barvám nizozemské vlajky.

## Historie
Ostrov objevil Kryštof Kolumbus 11. listopadu 1493, na den zasvěcený sv. Martinovi, při své druhé výpravě. Ostrov poté střídavě patřil Španělům, Nizozemcům, Francouzům či Britům, později byl rozdělen na severní francouzskou a jižní nizozemskou část.
Vlajka jedné ze tří ostrovních zemí, které společně s evropským Nizozemskem tvoří Nizozemské království, se užívá od roku 1985. Její podoba byla vybrána mezi více než stem návrhů místních obyvatel.

## Galerie

Vlajka svatomartinského guvernéra Poměr stran: 2:3